# عزالدین ذوالفقار
عزالدین ذوالفقار (عربی: عزالدين ذو الفقار؛ ۲۸ اکتبر ۱۹۱۹ – ۱ ژوئیهٔ ۱۹۶۳) کارگردان فیلم، هنرپیشه، و فیلم‌نامه‌نویس اهل مصر بود. او فعالیت سینمایی خود را به‌عنوان دستیار کارگردان آغاز کرد و اولین فیلم خود را در سال ۱۹۴۷ کارگردانی کرد. او کارگردان و فیلمنامه‌نویس بیش از ۵۰ فیلم بود و تنها در یک فیلم به عنوان بازیگر نقش‌آفرینی کرد. عزالدین برادر محمود ذوالفقار و صلاح ذوالفقار از بازیگران مصر است.